# Ateuchus apicatum
Ateuchus apicatum är en skalbaggsart som beskrevs av Edgar von Harold 1867. Ateuchus apicatum ingår i släktet Ateuchus och familjen bladhorningar. Inga underarter finns listade.